# Medalha Norman
A Medalha Norman (em inglês:  Norman Medal) é a mais significativa honraria da Sociedade Americana de Engenheiros Civis (American Society of Civil Engineers - ASCE) por um artigo técnico que "faz uma contribuição definitiva à ciência da engenharia".
Foi concedida a primeira vez em 1874.

## Laureados
- 1874: J. James R. Croes
- 1875: Theodore G. Ellis
- 1877: William W. Maclay; prêmio livro para Julius H. Striedonger
- 1879: Edward P. North; prêmio livro para Max E. Schmidt
- 1890: Theodore Cooper
- 1881: Leffert L. Buck
- 1882: A. Fteley e F. P. Stearns
- 1883: William P. Shinn
- 1884: James Christie
- 1885: Eliot C. Clarke
- 1886: Edward Bates Dorsey
- 1887: Desmond Fitzgerald
- 1888: E. E. Russel Tratman
- 1889: Theodore Cooper
- 1890: John Ripley Freeman
- 1891: John Ripley Freeman
- 1892: William Starling
- 1893: Desmond Fitzgerald
- 1894: Alfred Ephraim Hunt
- 1895: William Ham Hall
- 1896: John E. Greiner
- 1897: Julius Baier
- 1898: B. F. Thomas
- 1899: E. Herbert Stone
- 1900: James A. Seddon
- 1902: Gardner S. Williams, Clarence W. Hubbell e George H. Fenkell
- 1904: Emile Low
- 1905: Charles Conrad Schneider
- 1906: John S. Sewell
- 1907: Leonard M. Cox
- 1908: C. C. Schneider
- 1909: John Alexander Low Waddell
- 1910: C. E. Grunsky
- 1911: George E. Gibbs
- 1912: Wilson Sherman Kinnear
- 1913: J. V. Davies
- 1914: Caleb Mills Saville
- 1915: Allen Hazen
- 1916: John Alexander Low Waddell
- 1917: Benjamin F. Groat
- 1918: L. R. Jorgensen
- 1919: William Barclay Parsons
- 1920: John Alexander Low Waddell
- 1922: Charles H. Paul
- 1923: D. B. Steinman
- 1924: B. F. Jakobsen
- 1925: Harrison P. Eddy
- 1926: Julian Hinds
- 1927: B. F. Jakobsen
- 1928: Charles E. Sudler
- 1929: Gilbert T. Rude
- 1930: Karl von Terzaghi
- 1931: Floyd A. Nagler e Albion Davis
- 1933: Hardy Cross
- 1934: Leon Moisseiff
- 1935: D. C. Henny
- 1936: Daniel W. Mead
- 1937: J. C. Stevens
- 1938: Hunter Rouse
- 1939: Charles H. Lee
- 1940: Shortridge Hardesty e Harold E. Wessman
- 1941: J. A. Van Den Broek
- 1942: Karl von Terzaghi
- 1943: Thomas E. Stanton
- 1944: Ralph Brazelton Peck
- 1945: Merrill Bernard
- 1946: Karl von Terzaghi
- 1947: Boris Bakhmeteff e William Allan
- 1948: Alfred M. Freudenthal
- 1949: Gerard H. Matthes
- 1950: Friedrich Bleich
- 1951: D. B. Steinman
- 1953: Friedrich Bleich e L. W. Teller
- 1954: Robert H. Sherlock
- 1955: Karl von Terzaghi
- 1956: Carl E. Kindsvater e Rolland W. Carter
- 1957: Alfred W. Freudenthal
- 1958: Anestis S. Veletsos e Nathan M. Newmark
- 1959: Willard J. Turnbull e Charles R. Foster
- 1960: Carl E. Kindsvater e Rolland W. Carter
- 1961: Lorenz G. Straub e Alvin G. Anderson
- 1962: William Mcguire e Gordon P. Fisher
- 1963: Bruno Thurlimann
- 1964: T. William Lambe
- 1965: Gerald A. Leonards e Jagdish Narain
- 1966: Charles H. Lawrence
- 1967: Daniel Dicker
- 1968: Harry Bolton Seed e Kenneth L. Lee
- 1969: Basil W. Wilson
- 1970: Cyril J. Galvin, Jr.
- 1971: John H. Schmertmann
- 1972: Nicholas C. Costes, W. David Carrier, III, James K. Mitchell e Ronald F. Scott
- 1973: Bobby O. Hardin e Vincent P. Drenivich
- 1974: James R. Coffer
- 1975: Roy E. Olson, David E. Daniel e Thomas K. Liu
- 1976: Charles C. Ladd e Roger Foott
- 1977: Harry Bolton Seed, Kenneth L. Lee, Izzat M. Idriss e Faiz I. Makdisi
- 1978: Richard D. Barksdale
- 1979: Anil Kumar Chopra
- 1980: John L. Cleasby e James C. Lorence
- 1982: Abdulaziz I. Mana e Gerald Wayne Clough
- 1983: Theodore V. Galambos, Bruce R. Ellingwood, James G. Macgregor e Carl Allin Cornell
- 1984: Sudipta S. Bandyopadhyay
- 1985: James L. Sherard, Lorn P. Dunnigan e James R. Talbot
- 1986: James L. Sherard
- 1987: Egor Popov, Stephen A. Mahin e Ray W. Clough
- 1988: Gholamreza Mesri e Alfonso Castro
- 1989: Abdul-Hamid Zureick e Robert A. Eubanks
- 1990: Anestis S. Veletsos e Anumolu M. Prasad
- 1991: Ernesto F. Cruz e Anil Kumar Chopra
- 1992: Scott D. Schiff, William J. Hall e Douglas A. Foutch
- 1993: Ronie Navon e Abraham Warszawski
- 1994: Ronald D. Ziemian, William Mcguire e Gregory G. Deierlein
- 1995: Mauricio Ehrlich e James K. Mitchell
- 1996: James R. Martin, II e Gerald Wayne Clough
- 1997: William F. Marcuson III, Paul F. Hadala e Richard H. Ledbetter
- 1998: Bruce R. Ellingwood e David Rosowsky
- 1999: Lawrence A. Bergman, Thomas K. Caughey, Anastasios G. Chassiakos, Richard O. Claus, George W. Housner, Sami F. Masri, Robert E. Skelton, Tsu T. Soong, B. F. Spencer e James T. P. Yao
- 2000: Roberto T. Leon, Jerome F. Hajjar, Carol K. Shield e Michael A. Gustafson
- 2001: Anil Kumar Chopra e Rakesh K. Goel
- 2002: Sherif El-Tawil e Gregory G. Deierlein
- 2003: Carl Allin Cornell, Douglas A. Foutch, Ronald O. Hamburger e Fatemeh Jalayer
- 2004: Gholamreza Mesri, Ph.D. e Marawan M. Shahien, Ph.D.
- 2005: Kok-Kwang Phoon, M.Asce, Fred Kulhawy, Ph.D., P.E., G.E., Hon.M.Asce e Mircea D. Grigoriu, Ph.D., F.Asce
- 2006: Ramachandran Kulasingam, Ph.D., A.M.ASCE, Erik J. Malvick, Ph.D.,A.M.ASCE, Ross W. Boulanger, Ph.D., P.E., M.ASCE e Bruce L. Kutter, Ph.D., M.ASCE
- 2007: Ning Lu, Ph.D., M.ASCE e William J. Likos, Ph.D., M.ASCE
- 2008: Amit Kanvinde, Ph.D., A.M.ASCE e Gregory G. Deierlein, P.E., F.ASCE
- 2009: Steven L. Kramer, Ph.D., P.E., M.ASCE e Roy T. Mayfield, P.E., M.ASCE
- 2010: Tommaso Moramarco, M.ASCE, Claudia Pandolfo e Vijay P. Singh, Ph.D, D.SC., D.WRE, F.ASCE
- 2011: Shadi S. Najjar, D.Eng., A.M.ASCE e Robert B. Gilbert, P.E., D.GE., M.ASCE